# Península Cole
La península Cole es una península de 24 kilómetros de largo, en dirección este-oeste, y de 13 kilómetros de ancho, ubicada en la costa este de la península Antártica, entre la ensenada Gabinete (o Reales Células) y la ensenada Mill.
La península está rodeada por la barrera de hielo Larsen, que es parte del mar de Weddell. Este promontorio está cubierto de hielo a excepción de varias espuelas rocosas que aparecen desde el pico Hayes. Finaliza en el cabo Robinson.

## Historia
Fue avistado y fotografiado por primera vez desde el aire en 1940 por miembros de la Base Este del Programa Antártico de los Estados Unidos. Durante 1947 fue cartografiado por el British Antarctic Survey y fotografiado desde el aire por la Expedición de Investigación Antártica de Finn Ronne. La toponimia antártica de Argentina mantuvo el nombre.

## Toponimia
La península fue nombrada por Ronne en homenaje a W. Sterling Cole, miembro de la Cámara de Representantes de los Estados Unidos por el estado de Nueva York, y miembro del Comité de Asuntos Navales de la Cámara, que ayudó a obtener apoyo del Congreso estadounidense que resultó en la adquisición de un barco para la expedición Ronne.

## Reclamaciones territoriales
Argentina incluye a la península Antártica en el departamento Antártida Argentina dentro de la provincia de Tierra del Fuego, Antártida e Islas del Atlántico Sur; para Chile forma parte de la comuna Antártica de la provincia Antártica Chilena dentro de la Región de Magallanes y de la Antártica Chilena; y para el Reino Unido integra el Territorio Antártico Británico. Las tres reclamaciones están sujetas a las disposiciones del Tratado Antártico.
Nomenclatura de los países reclamantes: 
- Argentina: península Cole[5][6]
- Chile: ¿?
- Reino Unido: Cole Peninsula[4]